# كريس كلارك
كريس كلارك (مواليد 24 أكتوبر 1956) هو ملاكم كندي، مثّل بلاده في الألعاب الأولمبية الصيفية 1976.

## روابط خارجية
كريس كلارك على موقع أوليمبيديا (الإنجليزية)